# 布支杜爾
26°7′59″N 14°28′1″W / 26.13306°N 14.46694°W

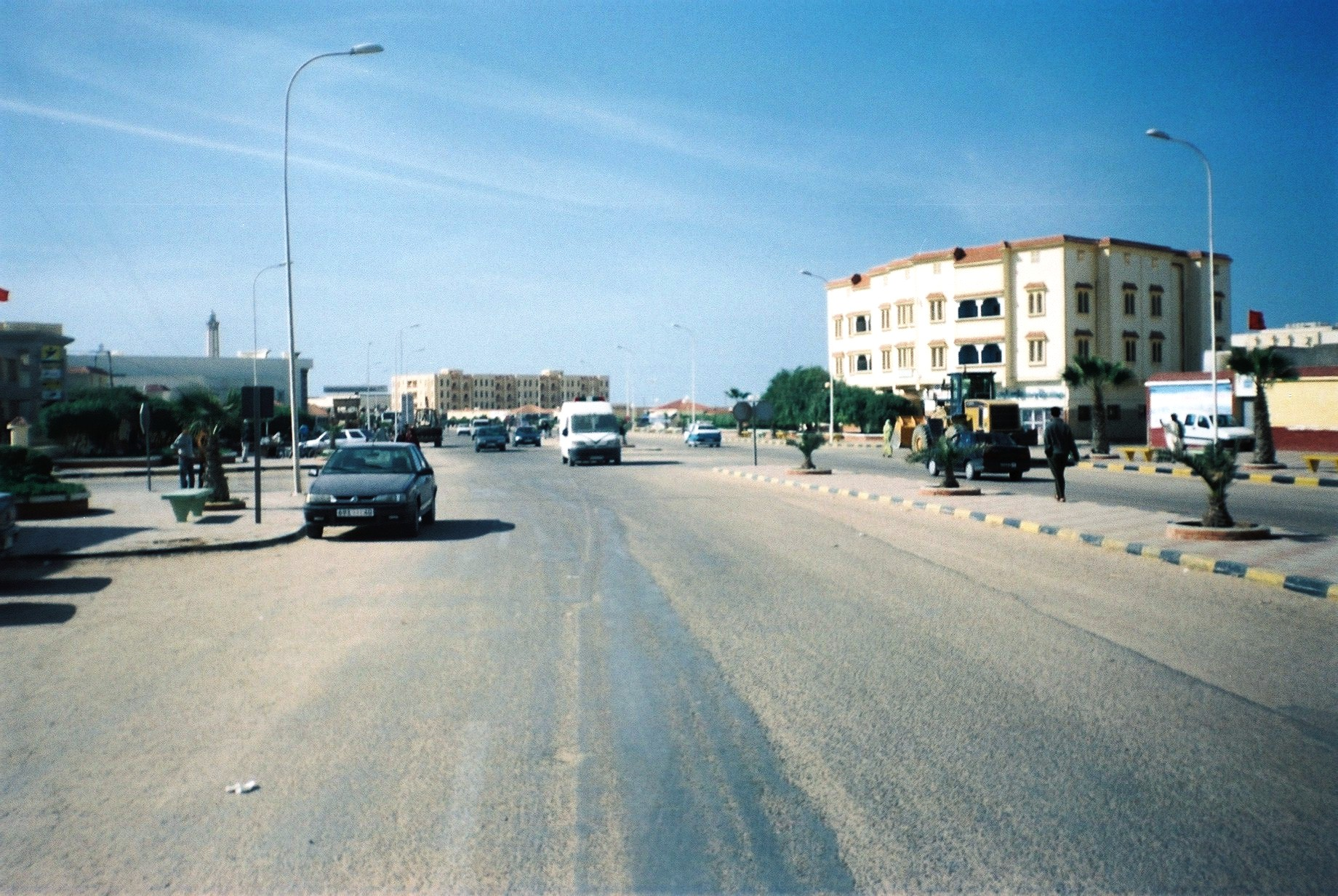
布支杜爾

布支杜爾（阿拉伯语：‎）是摩洛哥的城鎮，位於該國中南部，由阿尤恩-薩基亞-阿姆拉大區負責管轄，是布支杜爾省的首府，距離阿尤恩180公里，海拔高度0米，2014年人口42,651。